# Regiony fizycznogeograficzne Andów
Ten artykuł należy dopracować:

przedstawiono sytuację tylko z polskiej perspektywy – artykuł powinien być przekrojowy.
Pomóż go poprawić. 
Według regionalizacji fizycznogeograficznej Ameryka Południowa podzielona jest na 9 obszarów fizycznogeograficznych, 28 prowincji i 101 podprowincji fizycznogeograficznych. Każda z tych jednostek posiada własny numer wskazujący na rangę taksonomiczną i określa jego przynależność do regionów.
Z dziewięciu obszarów fizycznogeograficznych Ameryki Południowej, trzy przypada na łańcuch górski Andy – Andy Północne, Andy Środkowe i Andy Południowe. Każdy z obszarów podzielony jest na mniejsze jednostki – prowincje, których jest 11 i 45 podprowincji.

## Podział i charakterystyka obszarów

### Andy Północne
Andy Północne według rangi taksonomicznej mają nadany numer 81. i dzielą się na 5 prowincji:

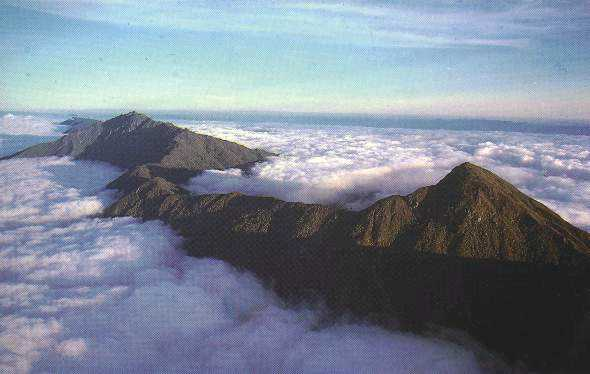
Szczyt Pico Naiguata

#### Andy Karaibskie
Andy Karaibskie (81.1). Położone są w północnej części Andów, na terytorium Wenezueli, równolegle do wybrzeża Morza Karaibskiego. Ich długość wynosi ok. 900 km. Góry zbudowane są ze skał osadowych, wapieni. Najwyższy szczyt Pico Naiguata wznosi się na wysokość 2763 m n.p.m. Na terenie gór znajduje się kilka jezior tektonicznych, m.in. Logo de Valencia Góry we wschodniej części są gęsto zaludnione i na tym terenie usytuowana jest stolica Wenezueli – Caracas oraz miasta Walencja i Cumana.
Andy Karaibskie dzielą się na pięć podprowincji fizycznogeograficznych:
- Wyżyna Segowii (81.11)
- Kordyliera Nadbrzeżna Andów Karaibskich (81.12)
- Kordyliera Wewnętrzna (81.13)
- Kordyliera Cumany (81.14)

#### Andy Kolumbijsko-Wenezuelskie

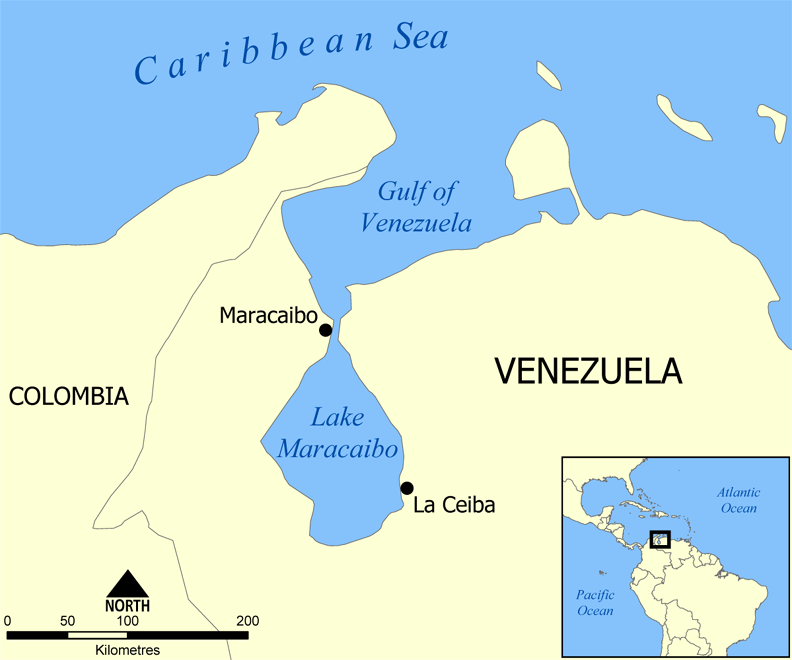
Obszar Niecki Maracaibo

Andy Kolumbijsko-Wenezuelskie (81.2), czasem rozdzielane na Andy Kolumbijskie i Andy Wenezuelskie, dzielą się na dwa łańcuchy: Sierra de Perija i Cordillera de Merida stanowiące część Kordylierów Wschodnich (Wenezuela) oraz na Kordyliera Zachodnia i Kordyliera Centralna leżące na terenie Kolumbii.
Andy Kolumbijsko-Wenezuelskie dzielą się na trzynaście podprowincji fizycznogeograficznych:
- Kordyliera Nadbrzeżna Andów Kolumbijsko-Wenezuelskich (81.21);
– rozciąga się wzdłuż północnego wybrzeża Wenezueli i dzieli się na dwa równoległe łańcuchy górskie: łańcuch wewnętrzny z najwyższym wzniesieniem Gloria sięgającym 1570 m i właściwą kordylierą nadbrzeżną, której najwyższym szczytem jest Naiquata wznoszącym się na wysokość 2765 m n.p.m. i leżącym na terenie Parku Narodowego El Avila. Między łańcuchami znajduje się depresja jeziora Valencia, oraz doliny Tuy i Barlovento. Wschodnia część Kordyliery Nadbrzeżnej rozciąga się od depresji Unare do wschodniego skraju stanu Sucre i podzielona jest na pasma Turimiquire i Araya;
- Pobrzeże Pacyficzne (81.22);
- Równina Karaibska (81.23);
- Masyw Sierra Nevada de Santa Marta (81.24);
- Pobrzeże Guajira (81.25);
- Kordyliera Zachodnich Andów Kolumbijsko-Wenezuelskich (81.26);
- Kordyliera Centralna Andów Kolumbijsko-Wenezuelskich (81.27);
- Dolina Magdaleny (81.28);
- Sierra de Perija (Serrania del Perija) (81.29);
– południkowe pasmo położone na zachód od jeziora Maracaibo, na granicy Kolumbii i Wenezueli w pobliżu miasta Ocaña. Góry rozciągają się na obszarze 310 km. W ich skład wchodzą pasma górskie Sierra Motilones, Sierra Valledupar i Sierra Oca. Najwyższym szczytem jest Mina wznosząca się na wysokość 3750 m n.p.m. oraz Cerro de Las Tetas (3630 m n.p.m.), Cerro Irapa (3540 m), Serranía de Macuira (864 m) i Cerro Aceite (853 m). Góry zbudowane są głównie z wapieni;

- Niecka Maracaibo (81.30)
– obniżenie tektoniczne które przecinają rzeki wypływające z Andów i Perija i biegną od półwyspu la Guajira do mokradeł i wilgotnych lasów na południu i południowym zachodzie;
- Kordyliera Meridy (81.31) (Cordillera de Merida)
dzieli się na dwa mniejsze łańcuchy Sierra Nevada i Sierra de la Culata z najwyższymi w Wenezueli ośnieżonymi szczytami Bolívar o wysokości 5007 m n.p.m., Pico Humboldt (4942 m) i Bonpland (4883 m).
- Kordyliera Bogoty (81.32);
- Masyw Nudo de Pasto (81.3).

#### Andy Ekwadorskie
Andy Ekwadorskie (81.4) złożone są z dwóch równoległych łańcuchów Kordyliera Zachodnia (Cordillera Occidental) i Kordyliera Środkowej (Cordillera Central) oddzielonymi od siebie Wielką Dolina Centralną.
Andy Ekwadorskie dzielą się na pięć podprowincji fizycznogeograficznych:
- Kordyliera Nabrzeżna Andów Ekwadorskich (81.41);
- Obniżenie Guayas – Esmeraldas (81.42);
- Kordyliera Zachodnia Andów Ekwadorskich (81.43);
- Kordyliera Centralna Andów Ekwadorskich (81.44);
- Kordyliera Wschodnia Andów Ekwadorskich (81.45).

#### Andy Północnoperuwiańskie
Andy Północnoperuwiańskie (81.5) osiągają szerokość 700 km i skierowane są na południowy wschód. Kordyliery Zachodnie biegną wzdłuż wybrzeży, w środkowej części dzielą się na dwa pasma Cordillera Negra i Cordillera Blanca.
Andy Północnoperuwiańskie dzielą się na cztery podprowincje fizycznogeograficzne:
- Pustynia Sechura (81.51);
- Kordyliera Zachodnia Andów Północnoperuwiańskich (81.52);
- Kordyliera Centralna Andów Północnoperuwiańskich (81.53);
- Kordyliera Wschodnia Andów Północnoperuwiańskich (81.54);

#### Archipelag Galapagos
Archipelag Galapagos (81.6) zajmuje powierzchnię 7,8 tys. km². Na jego terenie występują liczne stożki wulkaniczne, z których do najwyższych zaliczany jest Wolf wznoszący się na wysokość 1707 m n.p.m., Azul (1689 m) i Santo Tomas (1550 m).

### Andy Środkowe

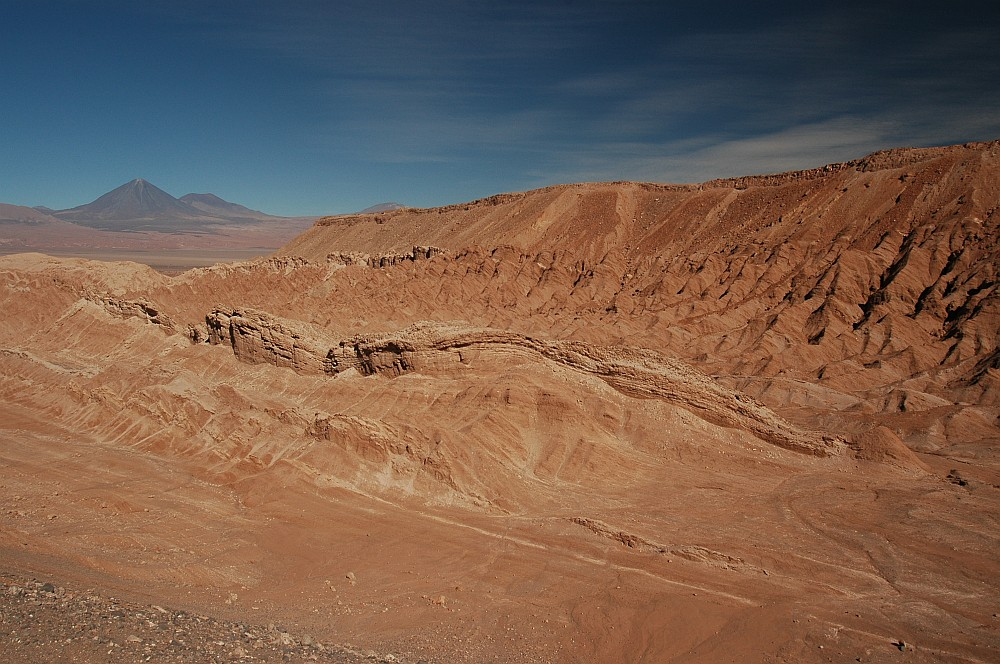
Cordillera Domeyko

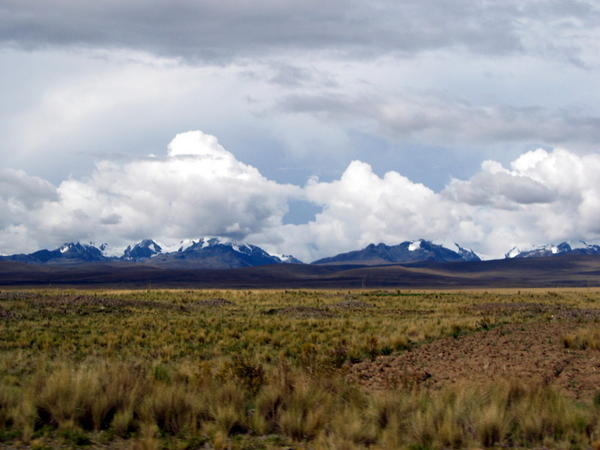
Wyżyna Altiplano

Andy Środkowe (82) stanowią najszerszą część Andów na kontynencie Ameryki Południowej i osiąga szerokość 700 km. Ta część Andów dzielą się na Kordyliera Zachodnia, Płaskowyż Altiplano i Kordyliera Wschodnia.
Kordyliera Zachodnia ciągnie się wzdłuż wybrzeży i wznosi się do wysokości 4000–4800 m n.p.m. z wystającymi stożkami wulkanicznymi sięgającymi ponad 6000 m. Do najwyższych należą Misti wznoszący się na wysokość 6100 m n.p.m., Sojama – 6520 m n.p.m., San Pedro – 5920 m n.p.m., Llullailaco.
Pomiędzy Kordylierą Zachodnią a Kordylierą Wschodnią rozciąga się na wysokości 3000–4200 m n.p.m. rozległy, bezodpływowy płaskowyż Altiplano o szerokości 200 km i długości 1000 km. Na płaskowyżu znajduje się najwyżej położone na świecie (3812 m n.p.m.) jezioro Titicaca oraz obszary solniskowe Salar de Uyuni. Obszar ten jest gęsto zaludniony, uprawia się na nim jęczmień, ziemniaki i rośliny bulwiaste, hoduje się owce lamy i alpaki oraz wydobywa się srebro i rudy miedzi.
Na wschód od wyżyny znajduje się Kordyliera Wschodnia podzielona na trzy pasma Cordillera Vilcanota z najwyższym szczytem Nevado Ausangate (6372 m n.p.m.) i zajmujące powierzchnię 13 264 km², Cordillera Vilcabamba z najwyższym szczytem Salcantay (6264 m n.p.m.) i zajmujące powierzchnię 31 023 km², Cordillera Corobaja lub Cordillera Carabaja z najwyższym szczytem Schio (5800 m n.p.m.) o powierzchni 16 985 km². W południowej części znajduje się najgłębszy kanion liczący 3200 m, Kanion Colca rzeki Río Colca. Na przełęczy Ticlio leżącej na wysokości 4816 m znajduje się najwyżej położona na świecie linia kolejowa dzieła polskiego inżyniera Ernesta Malinowskiego. W centralnej części ciągnie się pasmo Cordillera Real ze szczytami powyżej 6000 m m.in. Illampu - 6045 m n.p.m. i Illimani – 6405 m n.p.m. oraz pasmo Cordillera Azul o powierzchni 33 048 km². W Cordillera Real położona jest stolica Boliwii La Paz, będąca najwyżej położoną stolicą na świecie.
W południowej części Andów Środkowych po zachodniej stronie znajduje się jeden z najsuchszych regionów świata usytuowany na wysokości 1000–2000 m n.p.m. – pustynia Atakama. Od wschodniej strony jest otoczona pasmem Gór Domeyki ze szczytem Cerro Dona Ines wznoszącym się na wysokości 5070 m n.p.m. Na wschód od gór Domeyki rozciągają się pustynne tereny trawiaste zwane puną i dzielą się na Puna de Atacama, Puna de Argentina oraz Puna de Boliwia
Andy Środkowe dzielą się na dwie prowincje fizycznogeograficzne:
Andy Peruwiańsko-Boliwijskie (82.1) i Andy Atakamskie (82.2)

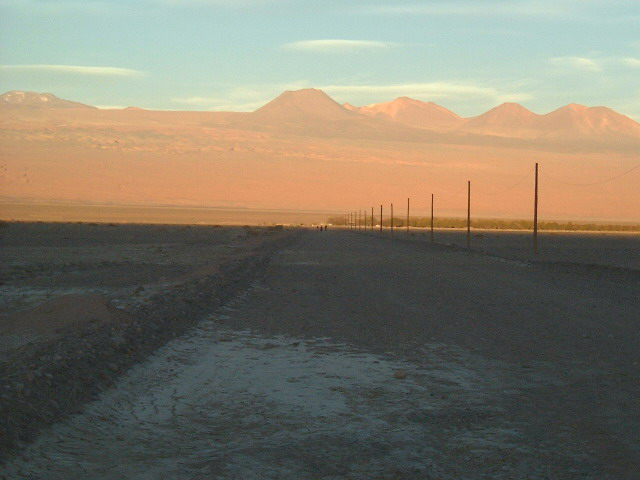
Puna de Atacama

#### Andy Peruwiańsko-Boliwijskie
Andy Peruwiańsko-Boliwijskie zostały podzielone na siedem podprowincji fizycznogeograficznych:
- Kordyliera Nadbrzeżna Andów Peruwiańsko-Boliwijskich (82.11);
- Kordyliera Zachodnia Andów Peruwiańsko-Boliwijskich (82.12);
- Kordyliera Centralna Andów Peruwiańsko-Boliwijskich (82.13);
- Kordyliera Wschodnia Andów Peruwiańsko-Boliwijskich (82.14);
- Wyżyna Altiplano (Puna Boliwijska) (82.15);
- Kordyliera Centralna Andów Boliwijskich (82.16);
- Wyżyna Wschodnioboliwijska.

#### Andy Atakamskie
Andy Atakamskie zostały podzielone na cztery podprowincje fizycznogeograficzne:
- Pustynia Atakama (82.21)
- Kordyliera Zachodnia Andów Atakamskich (82.22);
- Wyżyna Puna Atakamska (82.23);
- Kordyliera Wschodnia Andów Atakaskich (82.24).

### Andy Południowe

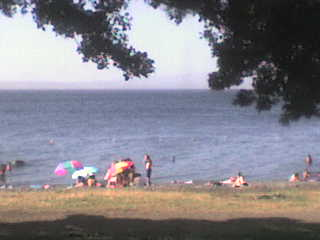
Jezioro Ranco

Andy Południowe (83) rozciągają się na obszarze dwóch krajów: Chile i Argentyny, stanowiąc naturalną granicę pomiędzy państwami. Północna część gór jest znacznie wyższa od pozostałych partii. Znajduje się w nich najwyższy szczyt Andów – Aconcagua wznoszący się na wysokość 6960 m n.p.m. Na południu Andy Południowe dzielą się na trzy równoległe pasma: Kordylierę Nadbrzeżną, Obniżenie Środkowochilijskie i na wschodzie Kordylierę Główną.
Kordyliera Nadbrzeżna (Cordillera de la Costa) wznosi się na wysokość 2500 m n.p.m. i charakteryzuje się łagodnymi, porośniętymi lasami grzbietami. Na jej terenie znajdują się wyspy, powstałe przez zalanie ich wodami morskimi. Do największych zaliczane są jezior Ranco (520 km²), jezioro Rupanko (233 km²) i jezioro Lianguehui (780 km²).
Obniżenie Środkowochilijskie jest obszrem gęsto zaludnionym, wypełnionym osadami rzecznymi i urodzajnymi glebami.
Kordyliera Główna składa się z licznych stożków wulkanicznych i nazywa się ją Andami Patagońskimi (Cordillera Patagonica) Obszar ten jest najbardziej zlodowaconym obszarem Andów, na terenie którego znajduje się Lądolód Patagoński (Hielo Patagonico) o powierzchni 20 tys. km².
Andy Południowe zbudowane są ze skał prekambryjskich poprzecinanymi intruzjami granitów i diorytów powstały w okresie fałdowań alpejskich.
Andy Południowe dzielą się na cztery prowincje fizycznogeograficzne:
Andy Chilijsko-Argentyńskie (83.1), Sierry Pampaskie (83.2), Andy Patagońskie (83.3) i Archipelagi Juan Fernàndez i San Félix (83.4)

#### Andy Chilijsko-Argentyńskie
Andy Chilijsko-Argentyńskie zostały podzielone na cztery podprowincje fizycznogeograficzne:
- Kordyliera Nadbrzeżna Andów Chilijsko-Argentyńskich (83.11);
- Rów Środkowochilijski (83.12);
- Kordyliera Główna Andów Chilijsko-Argentyńskich (83.13);
- Prekordyliery Argentyńskie (83.14).

#### Andy Patagońskie

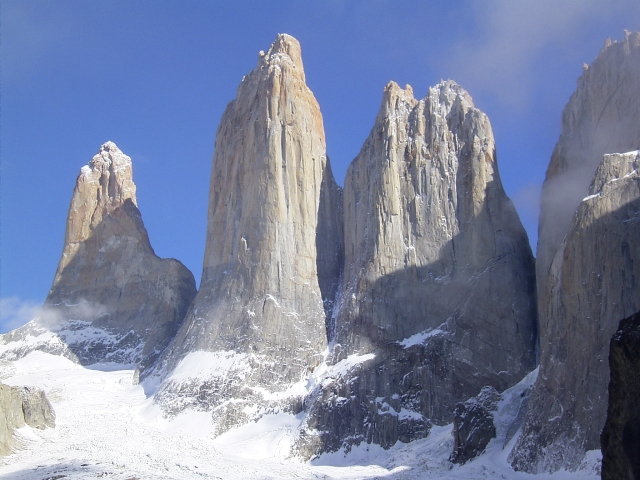
Torres del Paine w Patagonii

Andy Patagońskie zbudowane są ze skał wulkanicznych, osadowych i metamorficznych. Najwyższym szczytem jest należący do Chile San Valentín wznoszący się na wysokość 4058 m n.p.m. U wybrzeży występują liczne wyspy m.in. Chiloé, Wellington. Na tym terenie występują również liczne lodowce dolinne z najdłuższym, 60-kilometrowym Upsala. Do najbardziej znanych miejsc Andów Patagońskich zaliczyć należy granitowe turnie Cerro Torre i Cerro Fitz Roy oraz polodowcowe jeziora: jezioro Buenos Aires/General Carrera, jezioro O’Higgins/San Martín, jezioro Viedma i jezioro Argentino.
Andy Patagońskie zostały podzielone na cztery podprowincje fizycznogeograficzne:
- Archipelag Patagoński (83.31);
- Kordyliera Główna Andów Patagońskiech (83.32);
- Prekordyliery (83.33;)
- Kordyliera Darwin (83.34).
– pasmo leżące na Ziemi Ognistej ze szczytami Monte Sarmiento (2300 m n.p.m.), Monte Bove (2150 m n.p.m.), Monte Roncagli (2100 m n.p.m.) i Monte Frances (2160 m n.p.m.).

#### Archipelagi Juan Fernàndez i San Félix

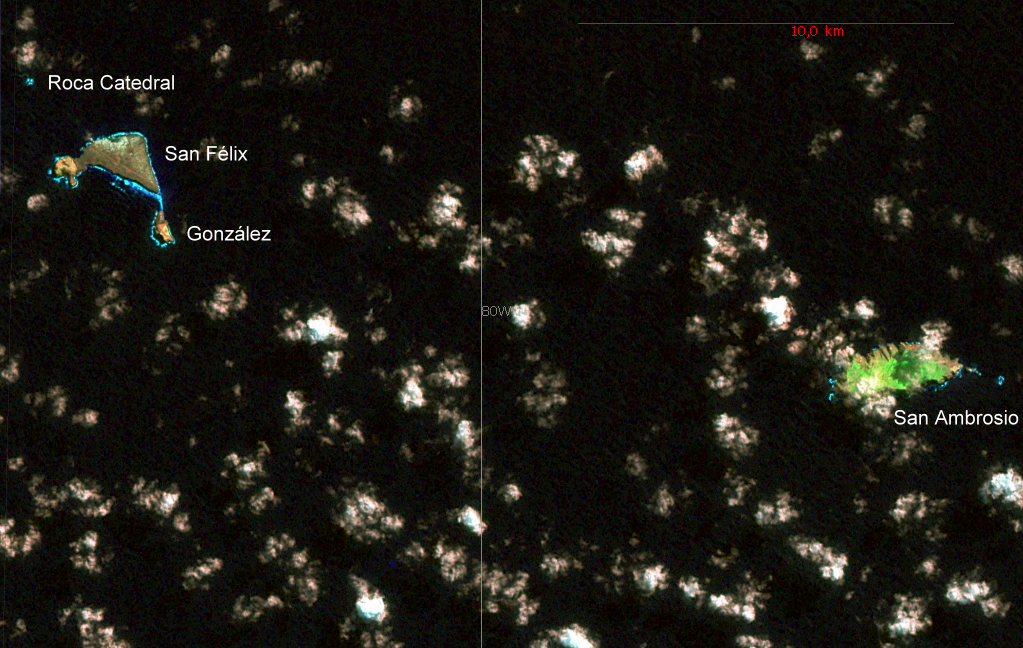
NASA Landsat 7 Pseudo Geocover 2000, Worldwind – San Félix i sąsiednie wyspy z lewej na górze